# Камызяк (река)
Камызя́к (верхняя часть, от истока до города Камызяка, известна под названием Кизань) — один из крупнейших рукавов дельты Волги. Расположен в Камызякском районе Астраханской области России.
На левом берегу Камызяка находится одноимённый город. 55-км участок реки входит в перечень водных путей России (с 10-го по 65-й км).

## Гидрография
Кизань отделяется от Волги чуть ниже Астрахани. Собственно Камызяк образуется приблизительно в 15 км южнее Астрахани из слияния трёх рек: крупной Кизани (известной также как Тизань, Тизан), берущей начало из Волги, и ериков Мансура и Чагана; имеет течения до 60 км, отделяя от себя влево до 5 рукавов. Система Кизань—Камызяк, наряду с реками Ахтубой, Старой Волгой, Бузаном, Болдой и Бахтемиром, относится к числу крупнейших из приблизительно 500 рукавов, протоков и мелких рек в дельте Волги, питая центральную дельту.
Ширина реки составляет приблизительно 200—500 м. Берега реки — низменные на всём её протяжении. Грунт по бару преимущественно иловато-глинистый, изредка песчаный.

## Название
Гидроним «Камызяк» происходит от каз. камысозек — «камышовый проток» (камыс — «камыш», озек, узяк — «проток»).

## Хозяйственное использование
Река не является судоходной. Первоначально, по произведённым в 1855 году исследованиям, для продолжения наиболее удобного фарватера на Волге от Астрахани по Каспийскому морю рукав Камызяка был признан наиболее подходящим. Работы начались в 1858 году; предполагалось завершить их в течение 5—6 лет, и на издержки было выделено 1 600 000 рублей; однако в действительности работы заняли около 12 лет, стоили более 2 000 000 рублей и завершились полным провалом: шторм и наводнение 20 и 21 октября 1869 года разрушили все сооружения, вследствие чего работы были прекращены, а с 1874 были начаты работы по углублению прежнего Бахтемировского фарватера посредством землечерпальных работ (рукав Бахтемир поддерживается в судоходном состоянии и в настоящий момент, образуя Волго-Каспийский канал).